# Andrés Cuenca
Andrés Cuenca Cejudo (* 11. Juni 2007 in Adamuz) ist ein spanischer Fußballspieler, der als Innenverteidiger für den FC Barcelona spielt.

## Karriere

### Verein
Cuenca wurde in der Nähe von Córdoba geboren und spielte in seiner Jugend für u. a. den FC Córdoba und den FC Sevilla. Er trat 2019 in die Jugendakademie La Masia ein, wo er als eines der größten Talente auffiel. Sein Debüt für die B-Mannschaft FC Barcelona Atlètic gab er am 25. August 2024 bei einem 1:1-Unentschieden gegen Real Unión Irún in der drittklassigen Primera Federación. Am 1. Oktober 2024 gab Cuenca sein Debüt in der A-Mannschaft Barcelonas in einem UEFA-Champions-League-Spiel gegen den Schweizer Verein Young Boys Bern, als er in der 84. Minute für Iñigo Martínez eingewechselt wurde.

### Nationalmannschaft
Cuenca vertrat Spanien bei der U-17-Weltmeisterschaft 2023 auf internationaler Ebene. Im Jahr 2024 nahm er mit der spanischen U17-Auswahl an der U17-Europameisterschaft 2023 teil. Spanien schied in der Gruppenphase aus, wobei Cuenca in zwei der drei Gruppenspiele zum Einsatz kam.

## Titel
- UEFA-Youth-League-Sieger: 2025